# Saint-Livres
Saint-Livres est une commune suisse du canton de Vaud, située dans le district de Morges.

## Géographie

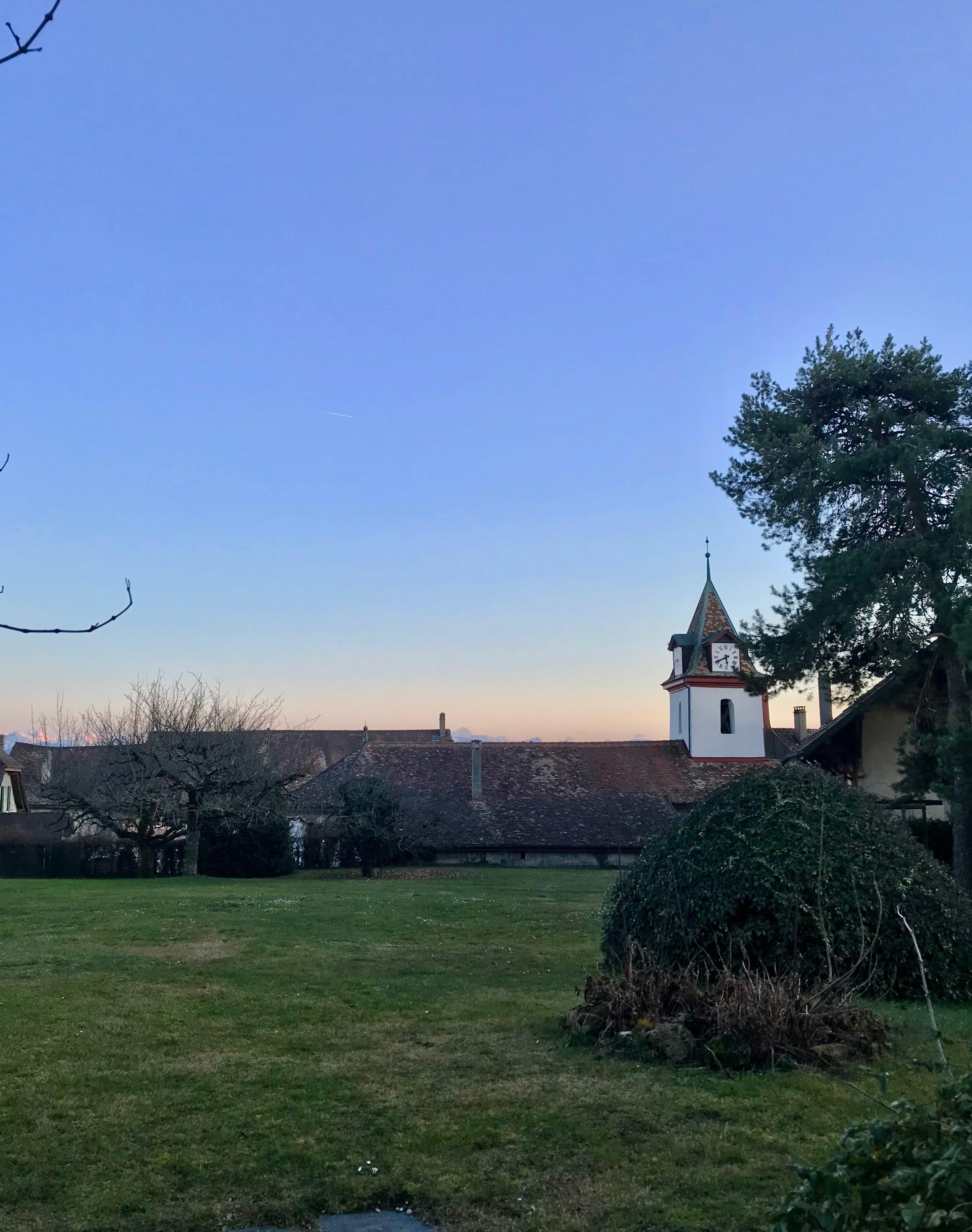
Le parc communal et le clocher de l'église.

Sise à 600 mètres d'altitude, Saint-Livres fait partie du district de Morges. Délimitée par deux rivières, l’Aubonne à l'ouest et le Boiron à l'est, la commune partage ses frontières avec les communes d'Aubonne (y compris Montherod), Bière, Yens et Lavigny. La commune est située à environ 20 km de Lausanne. Le climat est océanique avec des étés tempérés.
Le territoire de la commune s'étend sur environ 8,12 km2, étagés entre 450 et 715 m d’altitude, le village se situant en son centre. Dans la partie inférieure, se trouve un coteau bien exposé de 28,5 hectares de vignes. Ces vignes sont cultivées par de nombreux propriétaires, dont les récoltes sont acheminées principalement vers la cave de Morges. Quelques vignerons offrent des bouteilles habillées d'étiquettes de Saint-Livres. Les vignes de la commune permettent de constituer une réserve communale.
Dans la partie centrale, de 460 hectares environ, douze agriculteurs cultivent les terres tout autour du centre du village.
La partie supérieure est constituée de 295 hectares de forêts. Ces forêts appartiennent en grande partie à la commune, à l'exception de petites parcelles privées. L'État de Vaud est également propriétaire de 36 hectares divisés en deux parcelles : le bois Robert et le bois d'Etoy.
À l'ouest se situe le vallon de l'Aubonne, entièrement boisé, à l'exception de quelques prairies.

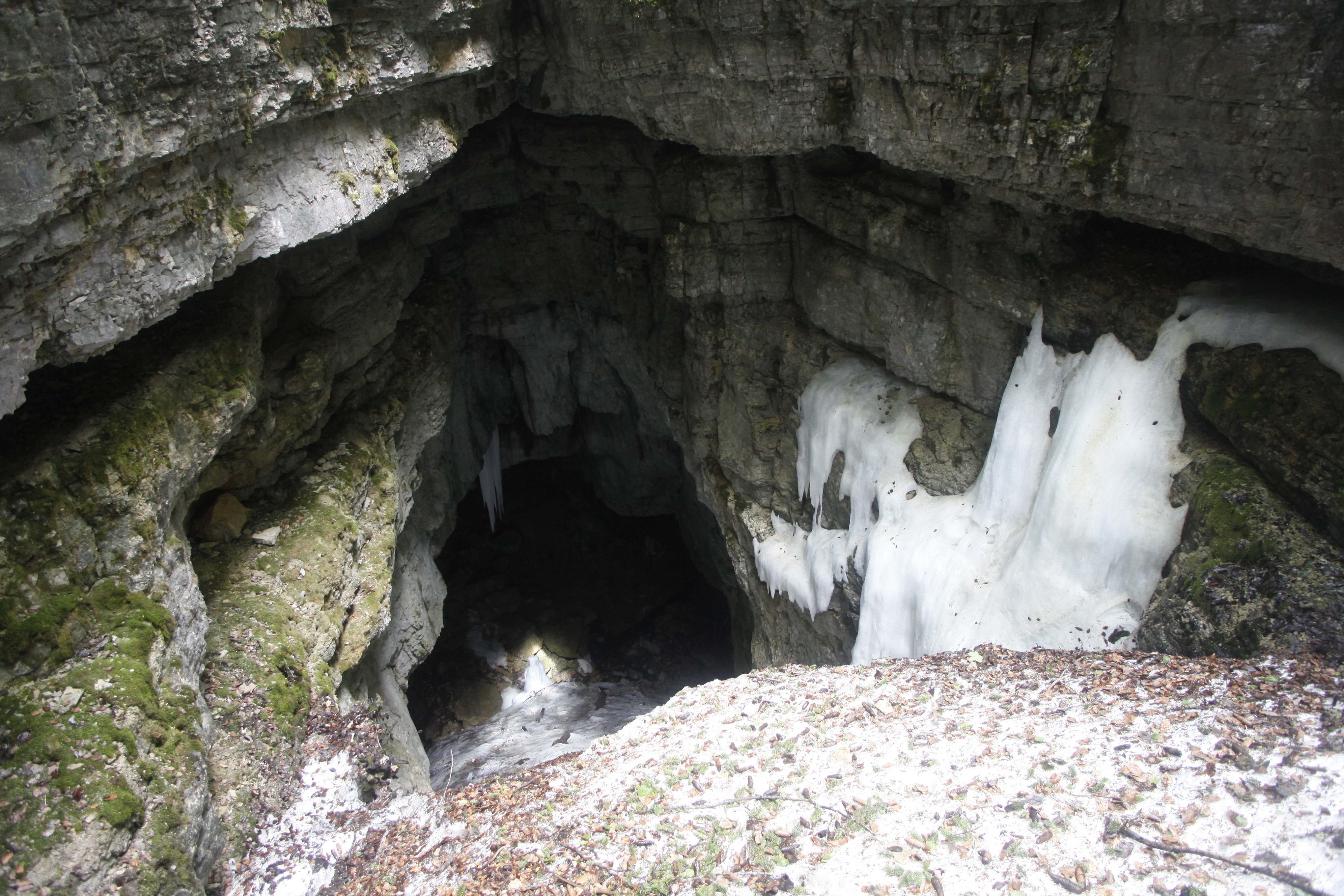
La glacière de Saint-Livres à Bière.

La commune possède, dans le Jura, sur le territoire de la commune de Bière, un pâturage « annexe » appelé Pré-de-St-Livres. 110 hectares ont été mis à ban et 50 hectares sont destinés à l'estivage des génisses des agriculteurs du village. Le pâturage abrite une glacière, exploitée au XIXe siècle et au début du XXe siècle.

## Toponymie
Nommé pour la première fois sous le nom de apud Sanctum Liberium en 1220, Saint-Livres doit son nom à saint Libère, pape de 352 à 366, à qui la première église fut dédiée.

## Armoiries
| Armoiries | Significations |
| --------- | --- |
|           | Les deux branches de sapin de ces armoiries adoptées en 1926 rappellent simplement les grandes forêts que possède cette commune. |

## Population

### Gentilé et surnom
Les habitants de la commune se nomment les Saint-Levris,.
Ils sont surnommés les Ronge-Grugnes (les ronge-souches ou ronge-ceps en patois vaudois).

### Démographie

#### Évolution de la population
La commune compte 698 habitants au 31 décembre 2023 pour une densité de population de 86 hab/km2. Sur la période 2010-2023, sa population a augmenté de 14,8 % (canton : 18,6 % ; Suisse : 9,4 %).  

#### Pyramide des âges
En 2023, le taux de personnes de moins de 30 ans s'élève à 32,8 %, au-dessous de la valeur cantonale (34,6 %). Le taux de personnes de plus de 60 ans est quant à lui de 23,7 %, alors qu'il est de 22,5 % au niveau cantonal.
La même année, la commune compte 341 hommes pour 357 femmes, soit un taux de 48,9 % d'hommes, inférieur à celui du canton (49,1 %).
| Hommes | Classe d’âge | Femmes |
| ------ | ------------ | ------ |
| 1,2    | 90 ans ou +  | 1,7    |
| 6,2    | 75 à 89 ans  | 7,6    |
| 16,7   | 60 à 74 ans  | 14,0   |
| 25,2   | 45 à 59 ans  | 23,5   |
| 18,5   | 30 à 44 ans  | 19,9   |
| 17,3   | 15 à 29 ans  | 16,8   |
| 15,0   | - de 14 ans  | 16,5   |

| Hommes | Classe d’âge | Femmes |
| ------ | ------------ | ------ |
| 0,6    | 90 ans ou +  | 1,4    |
| 6,5    | 75 à 89 ans  | 8,7    |
| 13,5   | 60 à 74 ans  | 14,3   |
| 20,9   | 45 à 59 ans  | 20,9   |
| 22,3   | 30 à 44 ans  | 21,7   |
| 19,6   | 15 à 29 ans  | 17,7   |
| 16,6   | - de 14 ans  | 15,3   |

## Histoire

Saint-Livres Photographié en 1949 par le photographe Werner Friedli.

L'origine de la commune n'est attestée que depuis le haut Moyen Age. Des sépultures de cette époque ont été retrouvées à La Vauguine.
Le village se trouvait à l'origine sur le lieu-dit « Les Chapelles » et « Le vieux motier ». et était détenue par l'évêque de Lausanne depuis 1159 qui concéda le village en fief à la famille de Faucigny, puis céda ses droits à Pierre II de Savoie en 1259. La paroisse fut alors donnée au couvent du Grand Saint-Bernard.
Un écrit de 1416 mentionne 60 feux. Un autre texte d'archive de 1453 fait état de 35 foyers en raison des épidémies de peste.
Entre 1453 et 1457, le village fut en partie emporté par l'éboulement de la colline où il était construit et les autres habitations risquaient de s'effondrer en raison des eaux de l'Aubonne qui avaient attaqué le coteau, les habitants réussirent à déplacer les maisons, l'église et le cimetière à l'emplacement actuel du village. Ces faits sont mentionnés dans un manuscrit qui évoque notamment la grande fête qui eut lieu lors de la consécration de l'église reconstruite le 8 octobre 1457,.
Saint-Livres suivit alors la destinée de la seigneurie, du bailliage (entre 1701 et 1798), puis du district d'Aubonne (entre 1798 et 2006).

## Économie
En plus des vignes, environ 460 ha sont cultivés de céréales, panifiables et fourragères, betteraves sucrières et fourragères, colza, maïs, tournesol par une douzaine d'agriculteurs. Deux d’entre eux sont détenteurs de vaches laitières dont le lait est acheminé aux Laiteries Réunies de Genève, à la suite de la cessation d’activité de la fromagerie locale.

## Politique

### Municipalité
La commune de Saint-Livres est dirigée par la Municipalité composée de 5 membres. La Municipalité représente l'exécutif et est chargée de l'administration de la commune, veille à l'exécution des lois et règlements et prononce les amendes pour contravention aux règlements. La Municipalité est élue, tous les cinq ans par la population, au scrutin majoritaire.
| Identité               | Titre      | Dicastères                                                                          |
| ---------------------- | ---------- | ----------------------------------------------------------------------------------- |
| Henri Bourgeois        | Syndic     | Administration générale Armée Assurances Routes Police Cimetière Gaz                |
| Jocelyne Rivier Forney | Municipale | Finances Services sociaux Déchetterie                                               |
| Pierre-André Pellet    | Municipal  | Forêts Montagne Eau Épuration                                                       |
| Frank Nussbaum         | Municipal  | Domaines Bâtiments Protection civile Service de défense incendie (SDIS) Intégration |
| Fabienne Lador Hertig  | Municipal  | Écoles Police des constructions Aménagement du territoire                           |

### Conseil communal
Le Conseil communal est composé de 30 membres. Il exerce des fonctions délibératives et consultatives, il vote le budget et l'arrêté d'imposition, il contrôle la gestion et les comptes et il approuve les règlements communaux.
Les conseillers communaux sont élus tous les cinq ans, au scrutin majoritaire .

## Lieux d'intérêts

### Bâtiments

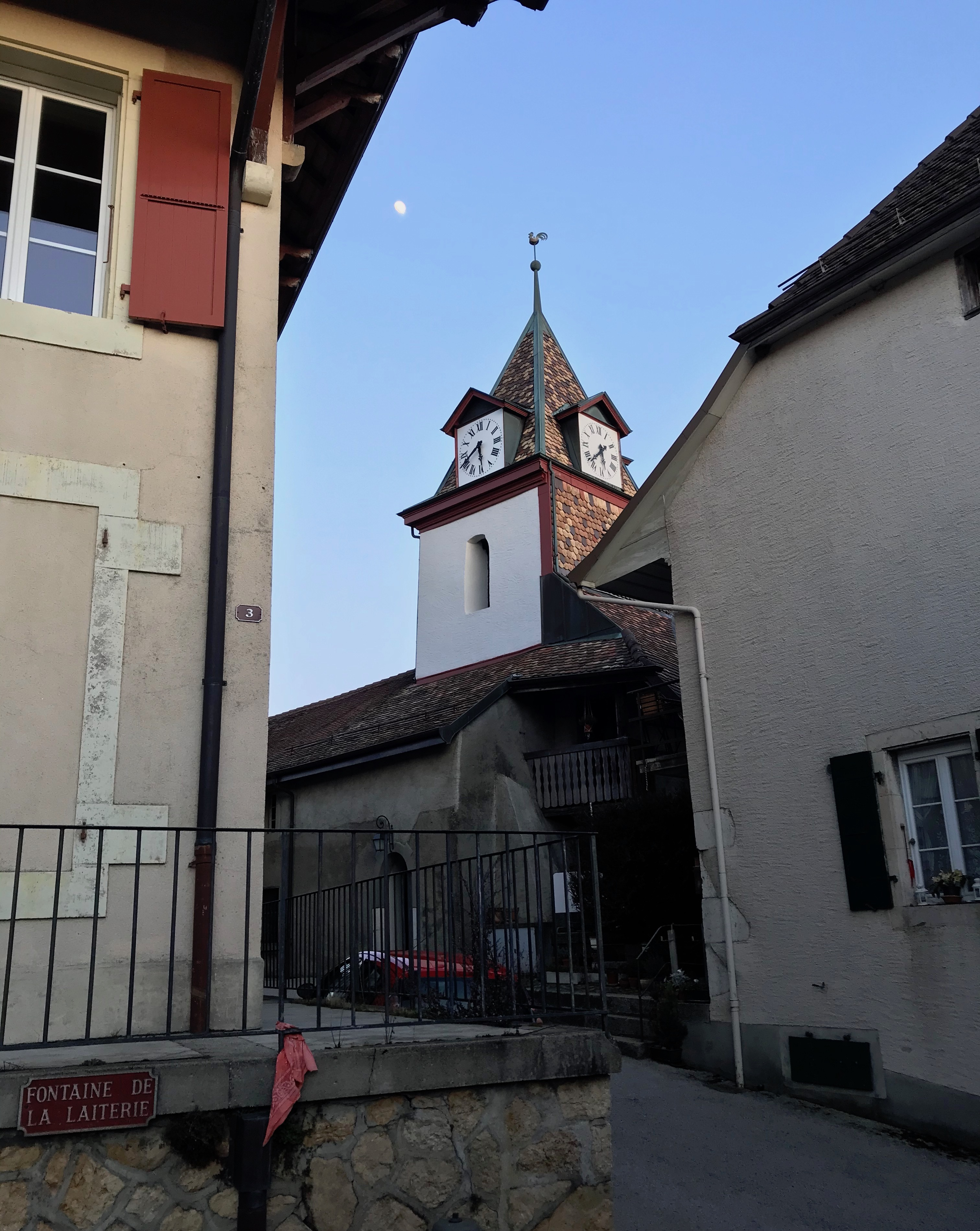
L'église protestante de Saint-Livres.

- L'église dédiée au pape saint Libère fut incorporée au prieuré d'Étoy, puis passa à la Réforme aux sires d'Aubonne. Inondé à plusieurs reprises par l'Aubonne, l'édifice fut déplacé au centre du village en 1447 et sa consécration eut lieu le 8 octobre 1457. Après la Réforme, Yens devint annexe de la paroisse de Saint-Livres (Lavigny en fit également partie de 1846 à 1863). À l'origine il s'agissait d'un simple vaisseau rectangulaire dont l'adjonction d'un chœur polygonal et d'une chapelle fut entreprise entre 1966 et 1967. L'église possède des vitraux de 1935 et 1967 [14],[5].

- La Cure, datant de 1717, est construite par Jean-Gaspard Martin [14].

- L'école, datant de 1843, est imaginée par les architectes lausannois Henri Perregaux et Achille de La Harpe[15].

## Paroisses
Paroisse protestante : Église évangélique réformée du canton de Vaud, paroisse de l'Aubonne.
Paroisse catholique : paroisse Aubonne-Bière-Gimel.